# Кэмп-Букка
Кэмп-Букка (англ. Camp Bucca, араб. سجن بوكا‎) — фильтрационный лагерь, открытый администрацией США в оккупированном Ираке для содержания различных групп заключенных (многие из них содержались без предъявления обвинения). Существовал с 2003 по 2009 год в окрестностях иракского города Умм-Каср. Одним из комендантов лагеря был полковник Кеннет Кинг. В общей сложности через лагерь прошли до 26 тыс. узников. В 2005 году в лагере имел место бунт. Впоследствии превращен в логистический центр.
Назван лагерь был в честь американского пожарного Рональда Букки, погибшего 11 сентября 2001 года в Нью-Йорке. В прессе лагерь получил известность как «инкубатор ИГИЛ», поскольку девять высших руководителей Исламского Государства (включая будущего халифа Абу Бакра аль-Багдади, а также его заместителей Абу Муслим ат-Туркмани и Абу Айман аль-Ираки) содержались в лагере Кэмп-Букка.